# Lucie Joubert
Lucie Joubert est une femme de lettres canadienne, originaire de Trois-Rivières, Mauricie, au Québec, spécialisée notamment en étude de la littérature québécoise et de l'humour, et plus particulièrement l'humour des femmes. Elle contribue également à l'édition de l'œuvre du clan Ferron (Marcelle, Jacques, Madeleine) et est directrice de l'Observatoire de l'humour.

## Biographie
Lucie Joubert est chargée de cours à l'université du Québec à Trois-Rivières et à l’Université McGill ; elle est ensuite professeure à l'université Queen's (Kingston) pour finalement se joindre au Département de français de l'université d'Ottawa jusqu'à sa retraite, à partir de laquelle elle se consacrera notamment à des activités d'édition.
Depuis 2024, elle agit comme directrice de la collection L'Humour chez Somme toute éditeur.

## Œuvre

### Études sur l'humour
L'œuvre de Lucie Joubert est composée d'essais, de chronique et de travaux d’édition où l'écriture des femmes est mise à l'honneur, avec une perspective féministe assumée[réf. souhaitée]. À titre de chercheure universitaire mais aussi comme vulgarisatrice (notamment comme chroniqueuse radio), elle a attiré l'attention sur la portée subversive et politique des textes humoristiques. Parmi ses contributions les plus remarquées: Le carquois de velours(1998), de même que L'Humour du sexe. Le rire des filles (2002), « sept courts essais consacrés aux rapports des femmes à l'humour et à la perception sociale de l'humour au féminin ». Les travaux de Joubert sur l'humour de scène des femmes (qui sont minoritaires dans la pratique au moment de la rédaction de l'essai) permettent de mesurer les transformations opérées depuis la parution de l'essai[réf. souhaitée].
L'envers du landau porte sur la « délicate question toujours taboue: ne pas désirer d'enfant » et les conséquences du refus de maternité, traduit en croate), Mines de rien (avec Isabelle Boisclair et Lori Saint-Martin 2015) et Sans blague! Une anthologie de l'humour des femmes, coédité avec Jeanne Mathieu-Lessard et Mélissa Thériault. L'ouvrage paru en 2024 « présente de façon chronologique 90 écrivaines et humoristes qui ont jeté les bases et développé l’humour féminin au Québec et au Canada francophone ».
Avec la chercheure Emmanuelle Walsh-Viau, qui agit à titre de « joueuse, entraîneure, arbitre et observatrice » et opéré un travail de recherche au sein des archives de la LNI, Lucie Joubert s'intéresse à la sous-représentation féminine dans le domaine de l’impro dans Jouer sur le banc. Les Filles dans le monde de l'improvisation, paru en 2022 : « Longtemps minoritaires et coincées dans des rôles secondaires stéréotypés, les improvisatrices prennent de plus en plus leur place sur la patinoire. Des décennies et plusieurs vagues de dénonciations auront toutefois été nécessaires pour qu’elles en arrivent là, selon les autrices du récent essai Jouer sur le banc, qui dresse un portrait de l’évolution de la place des femmes en impro et des limites qu’elles rencontrent encore aujourd'hui. »

### Contribution à la réédition du corpus ferronnien
Avec Marcel Olscamp, elle contribue au vaste chantier de l'édition de la correspondance de Jacques Ferron. Après avoir complété trois volumes sur les lettres qu’il a échangées avec sa sœur Madeleine et son beau-frère Robert Cliche (Une famille extraordinaire, Le Québec n’est pas une île, Le Monde a-t-il fait la culbute), elle publie ensuite, toujours avec Olscamp, le premier tome des correspondances entre Ferron et Jean Marcel, médiéviste et exégète de l’œuvre ferronnienne, Le Pays a toujours raison (2024, aux éditions Léméac).